# 村上龍一
村上 龍一（むらかみ　りゅういち、1952年 - ）は、愛媛県出身の日本の実業家・著作家・予備校講師の一人である。丸刈り頭が特徴である。

## 経歴
- 慶應義塾大学法学部卒業。
- 1984年　日本記憶術普及会を設立する。

## 主な著作
- 『村上龍一の入試に出る英単語を1週間で覚えてしまう本』
- 『村上龍一の入試に出る英熟語を1週間で覚えてしまう本』